# Szenario (Spiel)
Ein Szenario für Spiele gibt zusätzliche Rahmenbedingungen und alternative Spielziele für ein Brett-, Tabletop- oder Pen-&Paper-Rollenspiel vor. Alternative Begriffe für Szenario in diesem Zusammenhang sind Mission, Spielmodus oder Auftrag. Ein Szenario liefert dabei oft eine Handlung bzw. Hintergrundgeschichte für die Konfliktparteien und damit die Motivation, warum sie überhaupt kämpfen. Durch den Wechsel des Spielziels und der Rahmenbedingungen erhöhen Szenarien den Wiederspielwert des Spiels.

## Szenarien in Tabletop-Spielen

### Zweck eines Szenarios
Die Grundregeln eines Tabletop-Spiels beschreiben oft keine Szenarien oder Missionen. Im Grundspiel treffen mehrere Konfliktparteien aufeinander und der Spieler, der mehr Truppen als seine Mitspieler ausschaltet, gewinnt das Spiel. Szenarien liefern weitere Spielziele über das reine Ausschalten von Truppen hinaus.
Die folgenden Spielziele können beispielhaft über ein solches Szenario vorgegeben werden:
- Beschütze eine bestimmte Miniatur, die nicht ausgeschaltet werden darf. Häufig muss diese Miniatur dann auch noch einen bestimmten Punkt auf dem Spielfeld erreichen.
- Sammle einen oder mehrere Szenariogegenstände.
- Halte ein Gebiet auf dem Schlachtfeld dadurch, dass die Miniaturen eines Spielers in diesem Gebiet stehen.
- Führe an einem oder mehreren Punkten auf dem Spielfeld eine bestimmte Aktion mit deinen Miniaturen aus (z. B. hacke eine Computerkonsole oder hisse eine Flagge).

Zusätzlich liefert ein Szenario häufig eine Hintergrundgeschichte zu dem simulierten Konflikt, so dass die Konfliktparteien eine plausible Motivation bekommen.
Neben dem Spielziel können sich auch die Rahmenbedingungen bzw. die Umgebung des Konflikts ändern. So können Szenarioregeln den Einfluss von schlechter Sicht, z. B. durch Nebel, oder schwieriges Gelände, z. B. durch Sumpfgelände, regeltechnisch abbilden.
Manche Szenarien nutzen Szenariogegenstände sofern die Regeln des Spiels überhaupt die Nutzung von Gegenständen vorsehen. Diese simulieren dann häufig eine knappe Ressource oder einen wertvollen Gegenstand. Ein einfaches Beispiel dafür ist eine Schatztruhe, die durch eine Konfliktpartei eingesammelt und an einen bestimmten Punkt auf dem Spielfeld transportiert werden muss. Solche Szenariogegenstände werden häufig durch Papp- oder Acrylmarker dargestellt. Manche Herausgeber von Tabletop-Spielen haben in ihrem Miniaturensortiment auch Miniaturen von Szenariogegenständen. Manche Spieler oder Turnierveranstalter modellieren oder basteln solche Szenariogegenstände auch selbst.
Einige Szenarien werden häufig in den Regelbüchern der Hersteller vorgegeben. Auch Erweiterungen erhalten häufig zusätzliche Szenarien. Spieler können Szenarien aber auch selbst schreiben. Bevor selbstgeschrieben Szenarien in Turnieren eingesetzt werden, sollten sie auf Chancengleichheit getestet werden. In Tabletop-Spielen ist es häufig so, dass unterschiedliche Fraktionen eines Spiels bei bestimmten Spielzielen bessere Chancen haben. So hat eine Fraktion mit vielen billigen Miniaturen in einem Sammelszenario bessere Chancen als eine Fraktion mit wenigen teuren Miniaturen. Wobei sich billig und teuer in diesem Fall auf den Wert der Miniatur im Spiel bezieht.

### Auswahl von Szenarien
Vor einem Spiel sollten sich alle Mitspieler auf ein Szenario einigen. Dazu können sie häufig aus fertig geschriebenen Szenarien des Herstellers wählen. Alternativ können sich die Spieler mit einem Zufallsermittler, z. B. einem Spielwürfel, zufällig eine Szenario bestimmen.
Einige Spielsysteme bieten auch die Möglichkeiten einzelne Elemente des Szenarios zufällig zu bestimmen.
Auf Turnieren oder Conventions werden die Szenarien in der Regel durch den Veranstalter oder den Spielleiter vorgegeben.

### Symmetrische und asymmetrische Szenarien
Bei einem symmetrischen Szenario müssen alle Spieler die gleiche Chance auf einen Sieg haben. Das heißt die Spieler haben die gleiche Siegbedingung und die Wert ihr Truppen ist ausgeglichen. Symmetrische Szenarien sind besonders für Turniere wichtig, um allen Teilnehmern eine faire Chance auf den Sieg zu geben.
Bei einem asymmetrische Szenario sind die Rahmenbedingungen für beide Spieler nicht gleich. Ein übliches Beispiel dafür ist die Verteidigung einer Befestigungsanlage. Die Verteidiger werden weniger Truppen benötigen als der Angreifer. Beide Spieler haben dann eine unterschiedliches Spielziel, damit sie trotzdem die gleiche Chance auf den Spielsieg haben.

### Zeitbegrenzung
Insbesondere auf Turniere haben Szenarien eine Zeitbegrenzung, um dem Turnierorganisator die Möglichkeit zur Planung des Turnierablaufs zu geben. Diese Zeitbegrenzung gilt zusätzlich zu dem eigentlichen Spielziel des Szenarios und greift dann, wenn keiner der Spieler nach Ablauf der begrenzten Zeit das Spielziel erreicht hat. Die Partie wird dann beendet und der Sieger anderweitig ermittelt. Allerdings sollten die Spieler die Möglichkeit haben auf die gleiche Anzahl an Spielzügen zu kommen, um die Chancengleichheit zu wahren.